# Introducción de la conjunción
Introducción de la conjunción (a veces abreviado simplemente como conjunción) es una regla de inferencia válida de la lógica proposicional. La regla hace posible la introducción de una conjunción en una demostración lógica. Es la inferencia que una proposición p es verdadera, y la proposición q es verdadera, entonces la conjunción lógica de dos proposiciones p y q es verdadera. Por ejemplo, si es verdad que está lloviendo, y es verdad que estoy dentro, entonces es verdad que "está lloviendo y estoy dentro". La regla puede afirmar:
{\displaystyle {\begin{array}{cl}&P\\&Q\\\hline \therefore &P\land Q\\\end{array}}}
donde la regla es que cada vez que una instancia "{\displaystyle P}" y "{\displaystyle Q}" aparezca en una línea de prueba, tanto "{\displaystyle P\land Q}" puede colocarse en la línea siguiente;

## Notación formal
La regla de introducción de la conjunción puede escribirse en la notación subsiguiente:
{\displaystyle P,Q\vdash P\land Q}
donde {\displaystyle \vdash } es un símbolo metalógico que significa que {\displaystyle P\land Q} es una consecuencia sintáctica si {\displaystyle P} y {\displaystyle Q} están cada una en las líneas de una prueba en algún sistema lógico;
donde {\displaystyle P} y {\displaystyle Q} son proposiciones expresadas en algún sistema formal.